# Санкт-Петербургское филармоническое общество
Санкт-Петербургское филармоническое общество было основано в 1802 году под названием «Кассы музыкантов вдов», с целью «возбуждать в публике интерес к древней и новейшей классической музыке» и оказывать материальную помощь вдовам и сиротам своих действительных членов, которыми могли быть только «члены Императорской капеллы» (музыканты оркестров Императорских театров).
К концу XIX века общество сосредоточило свою деятельность почти исключительно на благотворительных делах, ежегодно выдавая пенсий на сумму до 10 000 рублей. Новый устав 1865 года обязал всех действительных членов, вновь поступающих в общество, вносить 250 рублей (50 рублей единовременно и по 10 рублей ежегодно в продолжение 20 лет). В 1892 году капитал общества исчислялся суммой в 199 807 рублей.